# Cabrillo nationalmonument

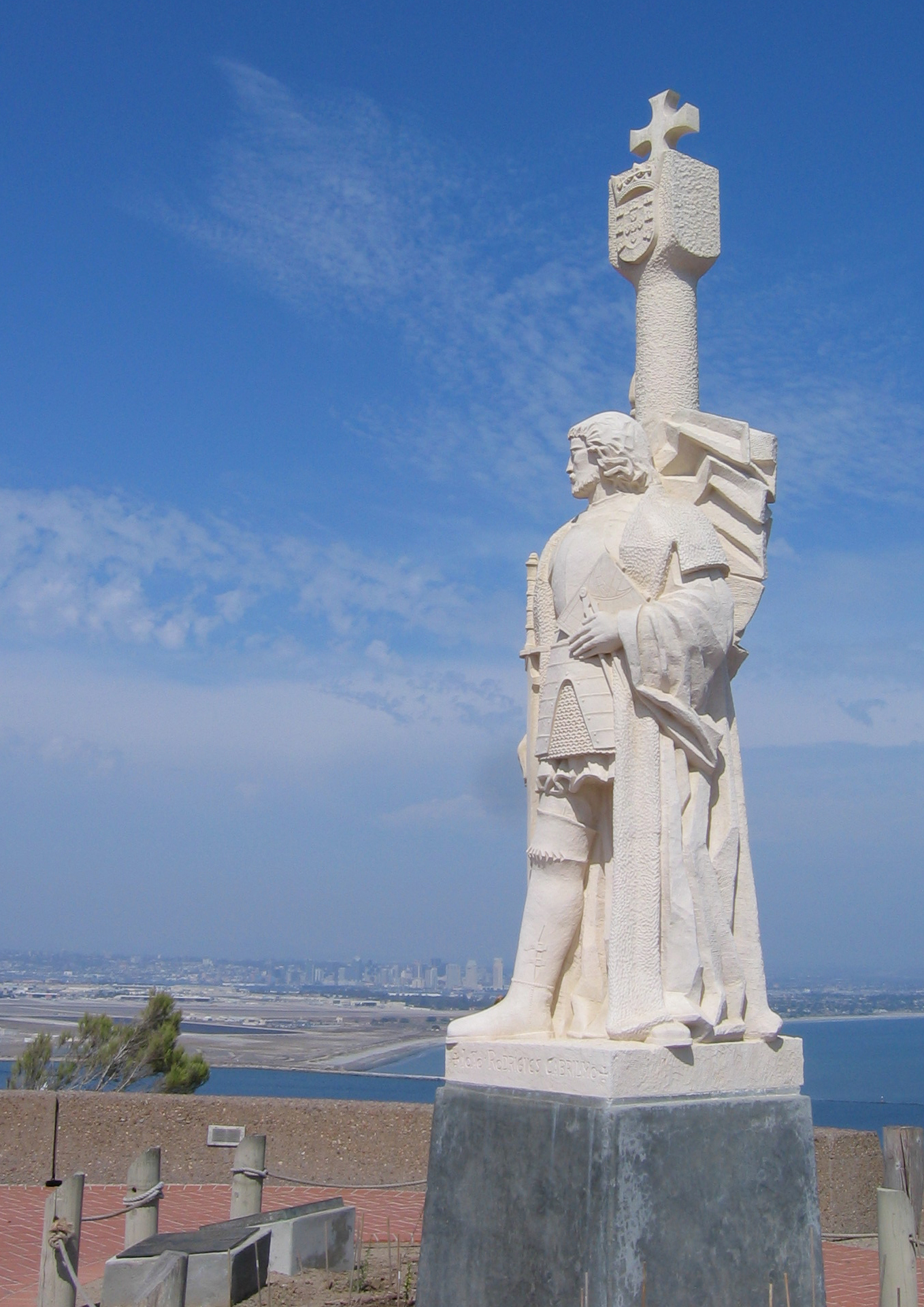
Cabrillo nationalmonument

Cabrillo nationalmonument ligger i San Diego i Kalifornien i USA. Minnesplats över var Juan Rodriguez Cabrillo steg i land 1542 som första europé på västkusten av vad som senare kom att bli USA.